# Tonyville (California)
Tonyville es un lugar designado por el censo ubicado en el condado de Tulare en el estado estadounidense de California. En el año 2010 tenía una población de 316 habitantes.

## Geografía
Tonyville se encuentra ubicado en las coordenadas 36°14′50.58″N 119°5′25.27″O / 36.2473833, -119.0903528.